# Махавира
Джина Махави́ра, от рождения Вардхамана (в буддийских писаниях известен под именем Нигантха Натапута; 30 марта 599 год до н. э., Кундапур, Вайшали — 527 год до н. э., Пава (Павапури)) — джи́на (то есть достигший всеведения) и исторический основатель джайнизма и джайнской философии, проповедник. Согласно преданию джайнов, стал двадцать четвёртым тиртханкарой (святым мудрецом), родившимся для возрождения учения джайнизма, и излагал духовные, философские и этические учения предыдущих тиртханкар.
Имя Махавира («великий воин», санскр.) получил в юности за укрощение кобры и взбесившегося слона. Джина означает «победитель», то есть тот, кто победил свою карму и вышел из круговорота жизней и смертей.
Современник Будды Шакьямуни, основателя буддизма.

## Жизнеописание
В джайнской традиции считается, что Махавира родился в начале VI века до нашей эры в княжеской семье (каста кшатриев) правителя Вадджи в современном Бихаре, Индия. Сын раджи Сиддхартхи (или Шреямса, Яшашви), правителя племени личчхавов, и Тришалы (или Видехадатта или Приякарни), сестры Четаки, правителя Вайшали. Младший брат Нандивардханы. При рождении получил имя Вардхамана («процветающий»).
Согласно каноническим преданиям, Махавира получил блестящее образование, с детства проявлял незаурядные способности и храбрость. Женой его стала Яшода, дочь царя Калинги (что не признаёт дигамбарская традиция). Через два года после кончины родителей, с согласия старшего брата, отстранился от мирской жизни, став в 30 лет странствующим аскетом.
Махавира практиковал интенсивную медитацию и суровые аскезы в течение 12 лет, после чего он, как считается, достиг Кевала Джнаны (всеведения) и стал джиной. Это случилось в 557 году до н. э. на 10-й день луны, месяца вайсакхи (май—июнь) в местечке Амбхигриям, на северном берегу реки Риджупалика. После чего основал собственное учение, которое, несмотря на внутренние неурядицы, закрепилось в Индии и за её пределами, и по сей день насчитывает несколько миллионов последователей. Основным принципом его учения является ахимса (ненасилие). Проповедовал в течение 30 лет, и, как полагают джайны, достиг мокши в VI веке до нашей эры, хотя год варьируется в зависимости от секты.
Махавира скончался («ушёл в нирвану», как выражаются его последователи) за полтора часа до рассвета, в городке Пава (близ современной Патны) в 72-летнем возрасте, и его тело было кремировано.

## Учение
Достигнув всеведения, Махавира учил, что соблюдение обетов ахимсы (ненасилия), сатья (истины), астеи (не воровства), брахмачарьи (целомудрия) и апариграхи (непривязанности) необходимо для духовного освобождения. Он учил принципам анеканта-вады (многогранной реальности): сйадвада и наявада.
Учения Махавиры были собраны Индрабхути Гаутамой (его современником и главным учеником) как джайнские агамы. Считается, что тексты, передаваемые в устной форме джайнскими монахами, были в значительной степени утрачены примерно к I веку (когда они были впервые записаны). Уцелевшие версии Агам, которым учил Махавира, являются одними из основополагающих текстов джайнизма.

## Изображения и праздники
Махавира обычно изображается в сидячей или стоячей медитативной позе с символом льва под ним. Его самое раннее изображение — из археологических раскопок в северном индийском городе Матхура — датируется периодом I—II веков нашей эры.
Его рождение (30 марта) всенародно празднуется как Махавир Джаянти, а джайны отмечают его нирвану как Дивали. В праздник Махавиры закрыты все индийские мясобойни, такой чести удостаивается лишь Махатма Ганди.